# Кук-Тяка
Кук-Тяка́ (тат. Күктәкә) — село в Азнакаевском районе Республики Татарстан Российской Федерации. Входит в состав Тумутукского сельского поселения.

## Этимология
Топоним произошёл от татарского слова «күк» (синий, голубой) и зоонима на татарском языке «тәкә» (баран).

## География
Деревня находится в Восточном Закамье на реке Ик, в 22 км к северо-востоку от города Азнакаево.

## История
По сведениям 1816 года (VII ревизия), в деревне Куптеки были учтены 2 ревизские души башкир-вотчинников (из деревни Еланкулево), а также «припущенных башкирами на вечность без договору и безоброчно» 6 — тептярей, 109 — служилых татар, всего 117 душ в 54 дворах.
По сведениям 1834 года (VIII ревизия), в деревне Куптяки были учтены 5 ревизских душ тептярей.
«Общий регистр 1856 года» зафиксировал здесь 207 башкир-вотчинников и 112 жителей, относившихся к сословию государственных крестьян.
В «Списке населенных мест по сведениям 1859 года», изданном в 1864 году, населённый пункт упомянут как казённая и башкирская деревня Коптяки 4-го стана Бугульминского уезда Самарской губернии. Располагалась при реке Ике, по левую сторону почтового тракта из Бугульмы в Уфу, в 60 верстах от уездного города Бугульмы и в 45 верстах от становой квартиры в казённом селе Ефановка (Крым-Сарай, Орловка, Хуторское). В деревне в 75 дворах жили 437 человек (214 мужчин и 223 женщины). Была мечеть.
В том же «Списке населенных мест по сведениям 1859 года» отдельно упомянута казённая и башкирская деревня Еланкулева, объединённая в 1922 году с Кук-Тякой. Располагалась при озере Еланкуле, в 60 верстах от уездного города Бугульмы и в 48 верстах от становой квартиры в казённом селе Ефановка (Крым-Сарай, Орловка, Хуторское). В деревне в 41 дворе жили 252 человека (130 мужчин и 122 женщины). Была мечеть.
По сведениям Земского учёта 1900—1901 годов, в деревне были учтены 385 татар, 160 мещеряков, 60 тептярей.
По данным переписи 1897 года, в деревне Куптяки (Икмен-Илга) Бугульминского уезда Самарской губернии проживали 694 жителя, из них 687 мусульман.

## Население
| 1859 | 1889 | 1908 | 1920 | 1926 | 1949 | 1958 | 1970 | 1979 | 1989 | 2002 | 2010 | 2015 |
| ---- | ---- | ---- | ---- | ---- | ---- | ---- | ---- | ---- | ---- | ---- | ---- | ---- |
| 437  | 540  | 735  | 751  | 512  | 573  | 542  | 591  | 445  | 289  | 359  | 354  | 340  |

Национальный состав
Согласно результатам переписи 2002 года, в национальной структуре населения татары составили 93%.

## Религиозные объекты
В 2001 году в селе была построена мечеть.